# ماتیاس گینتر
ماتیاس لوکاس گینتر (آلمانی: Matthias Lukas Ginter؛ زاده ۱۹ ژانویهٔ ۱۹۹۴) یک بازیکن فوتبال اهل آلمان است. وی هم‌اکنون در بروسیا مونشن‌گلادباخ بازی می‌کند.
گینتر در سال ۲۰۱۷ توانست به همراه هم تیمی‌هایش قهرمان جام کنفدراسیون‌ها ۲۰۱۷ شود.

## حضور در بروسیا دورتموند
با اعلام باشگاه فرایبورگ، ماتیاس گینتر، مدافع ملی پوش و ۲۰ ساله این تیم، راهی وستفالن دورتموند خواهد شد. قرارداد گینتر با طلایی پوشان تا سال ۲۰۱۸ خواهد بود و این مدافع ملی پوش که قابلیت بازی در پست هافبک دفاعی را نیز داراست، فصل آینده پیراهن دورتموند را بر تن خواهد کرد.
مبلغ انتقال گینتر به دورتموند ۱۰ میلیون یورو عنوان شده‌است. گفتنی است این ستاره ۲۰ ساله با رد پیشنهاد باشگاه‌هایی نظیر آرسنال، بایرن مونیخ، یوونتوس، آ.ث. میلان و منچستر یونایتد راهی وستفالن دورتموند خواهد شد. مدافع تیم فوتبال فرایبورگ را با قراردادی پنج ساله به خدمت گرفته شده‌است.
گینتر هم در خصوص پیوستنش به جمع زردپوشان وستفالن اظهار داشت: رؤیایم تحقق یافت. همواره هوادار دورتموند بوده‌ام و حالا این شانس را پیدا کرده‌ام تا پیراهن تیم محبوبم را بر تن کنم. دوست دارم گام بعدی پیشرفتم را با دورتموند بردارم و می‌خواهم فضایی فوق‌العاده را در ورزشگاه سیگنال ایدونا پارک تجربه کنم. تنها چیزهای مثبتی از دورتموند شنیده‌ام و بی‌صبرانه منتظر تمرین با این تیم پس از سپری کردن تعطیلاتم هستم.